# Euproctis subrosea
Euproctis subrosea är en fjärilsart som beskrevs av Swinhoe 1903. Euproctis subrosea ingår i släktet Euproctis och familjen tofsspinnare. Inga underarter finns listade i Catalogue of Life.